# 超電磁マシーン ボルテスV
『超電磁マシーン ボルテスV』（ちょうでんじマシーン ボルテスファイブ）は、1977年6月4日から1978年3月25日まで、テレビ朝日系列で毎週土曜18:00 - 18:30（JST）に全40話が放送された、東映テレビ事業部・東映エージエンシー制作のロボットアニメ。

## 制作
前番組『超電磁ロボ コン・バトラーV』に引き続き、本作品でも東映テレビ事業部が企画し、制作を日本サンライズに委託するという制作体制が採られている。メインスポンサーとしてポピー（現・バンダイ）が参加しているのも前番組と同様である。
本作品は、『コン・バトラーV』に端を発する「長浜ロマンロボット3部作」の第2作に数えられている。題名の“V”は、前作『コン・バトラーV』の“V”は英字で“ブイ”と読ませるのに対し、本作品ではローマ数字のVで“ファイブ”と読む。オープニングに登場する番組ロゴと、アイキャッチに登場する番組ロゴは異なり、アイキャッチ版はポピーの玩具に用いられることが多い。監督の長浜忠夫の構想メモおよび第1話準備稿の表紙から、それぞれ『グランバッファーA（エース）』『超電磁ロボ・V・クリーガー』という準備タイトルが確認できる。
当初、NETがテレビ朝日へと局名を変更する1977年4月の放送開始を前提に、本作品の企画は進行していたと見られている。提供スポンサーを務めていたポピー（現・バンダイ）からの提案によって、本作品の必殺技は銃であることが日本サンライズのスタッフにも伝達されており、1976年末には本作品の作画も開始されていた。ところが12月29日朝に、ポピーが必殺技を剣にするという重大な変更事項を唐突に通達したことから、その時点までに作られていた作画はもちろん基本設定まで白紙撤回も同然に戻されてしまう。必殺技はポピーによって「天空剣」と命名され、本作品でも総監督を務めることになった長浜忠夫は、作画スタッフや脚本家などへの参考資料として、殺陣師による天空剣の振り付けを、改めて撮影することになった。
ストーリー展開においても長浜は、1話完結方式が基本だった前作との違いを強調するために、本作品では父と子の大河ドラマを提案した。この提案を長浜と協議した田口章一によると、これは『母をたずねて三千里』（1976年）の影響で、「母ならぬ父をたずねて」とのことである。
それに対し、東映テレビ事業部の部長を務めていた渡邊亮徳は、単なる「お涙頂戴」ものの展開になることを避けるためにも、本作品ならではの切り札を要求した。渡邊の要求に応じるべく、長浜は宝塚歌劇団をヒントに「プリンス・ハイネル」という主人公のライバル格の主要キャラクターを考案した。また、東映のプロデューサーだった飯島敬によると、主人公らと異母兄弟であるハイネルに対して、最終回で悲劇的な最期を遂げさせることは当初から決定済みだったという。これは「身近にある様々な差別に対する怒りを強烈に引き出し、本作品を通じて差別を憎みそれを是正するのを視聴者に考えて欲しかったからだ」と語っている。
そのような紆余曲折を経て、第1話の決定稿が完成したのは1977年3月であり、放送は6月4日という中途半端な時期に開始される運びとなった。
長浜によると、本作品はその高いドラマ性により『コン・バトラーV』の視聴層である幼児から小学生のみならず中高生、大人が見ても鑑賞に耐えうる作品を目指したそうである。このような手法は現在では、低年齢層からの反響が悪くなり、低年齢向けロボットアニメのマーチャンダイジングという観点からはマイナスに働く選択であることがわかっているが、田口章一によると1970年代のロボットアニメでは「スポンサーサイドも絶対的な勝算を持っていなかった」ため、特に反対はされなかったそうである。
本作品の放送中にスタッフも変動しており、各話演出のとみの喜幸や作画の貞光紳也、富沢和雄は『無敵超人ザンボット3』の参加に専念するため中盤で降板した。一方で同じく作画の佐々門信芳は、本作品の制作が終わった後に『ザンボット3』の最終回に参加している。
番組終了から数年が経過した1980年代に映画化が報じられたものの、最終的にこれは頓挫している。

## ストーリー
地球より14000光年、蠍座の球状星団内にある恒星系。そこに貴族による寡占政治を行い、角の有無が身分を運命付けるボアザン 星がある。ボアザン帝国の科学長官ラ・ゴールは皇帝の甥（弟の長子）として次期皇位継承の資格を持ちながら、角が生まれつきなかったのをライバルのズ・ザンバジルに暴かれて失脚、妻ロザリアとも引き裂かれて労奴に落とされる。しかし、ラ・ゴールは反乱を起こしてボアザンから脱出し、1年の漂流の後、地球に落ち延びて科学者・剛光代に救われる。
ラ・ゴールは光代と結婚して剛健太郎と名乗り、物語の主人公となる三兄弟をもうけ、好戦的なズ・ザンバジルの侵略を予想して、浜口博士や防衛軍の岡長官と共に巨大ロボ・ボルテスVや基地ビッグファルコンの建設に着手。後にザンバジルからの召集を受けボアザン星へと帰還するが、断固として協力を拒んだため帝国軍に囚われてしまう。
一方、ボアザン帝国ではズ・ザンバジルが皇位を継承する。国内の不満の捌け口を外へ向けるべく「高貴なボアザン文明を宇宙へ広げる」文化輸出の美名を建前に宇宙各地へ侵略を開始した。
皇子ハイネルは、“裏切り者の子”と後ろ指を指されるが、皇帝への忠誠を証明すべく、新たな侵略予定地の地球攻撃司令官として任地へ赴くこととなる。
かくて地球とボアザン、ボルテスとボアザン獣士、そしてハイネルと剛三兄弟の壮絶な死闘が繰り広げられる。そうした中、ダンゲ将軍に助けられた剛健太郎と反乱軍も地球に到着。ボルテスチームや地球とは別口で皇帝打倒と革命の準備が着々と進められていたが、反乱軍秘密基地はグルル将軍の奇襲を受け、剛健太郎は再び捕らえられてボアザン星へと連れ去られてしまう。だが、反乱軍はビッグファルコンに恒星間航行能力を与えるソーラーバードを完成していた。
剛健太郎奪還とボアザン星の解放を目指し、ボルテスチームは巨大宇宙船ソーラーファルコンでボアザン星へ向かい、決戦に挑む。

## 登場人物
キャラクターの名前は田口章一が考え、キャラクターの性格や役回りに合わせた語感にしたという。また悪役は濁音を用いて、発音に引っ掛かりを持たせることで悪役っぽく書かせることを意識したという

### ボルテスチーム
ボアザン星からの侵略に備え、防衛軍内の訓練所で1年もの間過酷な訓練を積んだチーム。
剛 健一（）
声 - 白石ゆきなが（現：白石幸長）
チームリーダー。ボルテスV及びボルトマシーン1号機メカ「ボルトクルーザー」のメインパイロット。スーツカラーは      赤。正義感にあふれる熱血漢だが、優等生タイプの生真面目な性格。剛三兄弟の長男。融通が利かない部分もあり、特に末弟の日吉には断固として厳しい態度をとり、他のメンバーの反感を招いてしまうこともある。戦いの最中ボアザン星人と地球人の混血であることが判明し、一時期ビッグファルコンの所員にすら彼らを敵視する者が出た。そのため深い苦悩を覚えるが、戦闘で傷ついた敵のボアザン星人たちの命も救おうとする優しさを持っている。設定年齢は15歳だが、企画段階から設定が数回変わったため年齢より大人びた印象を与えている。射撃の達人だが、肝心のボルテスがスポンサーの要望によって剣がメインのロボットに当初の設定から変更されてしまったことで、後から弟の大次郎に剣術の特訓を受けるという展開も生まれている。

峰 一平（）
声 - 曽我部和行（後：曽我部和恭）
ボルトマシーン2号機メカ「ボルトボンバー」のメインパイロット。スーツカラーは      青。全米ロデオ大会で優勝した直後にボルテスチームにスカウトされた。めぐみに気があるらしく、第31話ではちょっかいを出している。気障な皮肉屋で、斜めに構えた言動をぶつけてはたびたび健一たちと衝突するが、戦っていく中で友情を深めていき、チームワークの大切さを第一に考えるようになる、最も成長した人物。家族でアメリカに渡ったが開拓に失敗、放浪中に父が病気になり母も失踪、後に父が病死したため、母親を恨んでいた。そのため、家族の絆の強い剛三兄弟を疎ましく思ったこともある。後に、母が病気の父と自分を狼の群れから守るため自爆したことを知り、わだかまりは解ける。ロデオ大会では3年連続優勝の実力を持つ乗馬の達人で、馬のアイフルをこよなく愛している。鞭の名手で、設定年齢15歳。科学技術には疎いようで、ワープ理論をめぐみに教えてもらったりしている。基本的に真面目だが、めぐみの弱点である蟹を用意してからかおうとするなど、茶目っ気のある一面もある（第31話）。作中では語られないが亡母は浜口博士の娘であり、一平は浜口博士の孫にあたる。

剛 大次郎（）
声 - 玄田哲章
巨漢の剛三兄弟の次男。ボルトマシーン3号機メカ「ボルトパンザー」のメインパイロット。スーツカラーは      緑。格闘技全般をこなし、棒術には特に優れている。胡蝶返し（真剣白羽取りから投げに転ずる、という複雑な技）を健一に教えたこともある。剛毅で義理を重んじる男らしい性格であるが、父恋しさの余り敵の罠に嵌ってしまうなど情に脆い面も見られる。同じ母親から生まれた三兄弟で一緒に育っているが、西郷隆盛に憧れる余り鹿児島弁しか使わない。健一を呼ぶ際に「兄さん」「おにっさん」「あんさん」などと安定しない。口癖は「チェースト!行けー!」。
- 鹿児島弁を使うのは総監督の長浜が鹿児島生まれであることから。

剛 日吉（）
声 - 小原乃梨子
小兵の剛三兄弟の三男。ボルトマシーン4号機メカ「ボルトフリゲート」のメインパイロット。スーツカラーは      黄緑。設定年齢8歳らしく、臆病で泣き虫。両親が科学者であるという設定が最も反映されたキャラクターで、機械いじりが趣味。第5話では模型船を作っていたが、第7話ではタコを模した万能サポートロボット「タッコちゃん」も製作する。水泳が得意で、水中活動はお手の物であるらしい。水兵服を好んで着用している。

岡 めぐみ（）
声 - 上田みゆき
甲賀流十八代目の忍者であり、岡防衛長官の娘。ボルトマシーン5号機メカ「ボルトランダー」のメインパイロット。スーツカラーは      黄色に      ピンク。長官をお父様と呼ぶお嬢様系のキャラであり、少しカールした長めのポニーテールはゴージャスな雰囲気をかもし出している。しかし、前作のヒロイン南原ちずるが持っていたアイドル的な性格は薄く、チームの中のお姉さん的な性格が強い。ユニフォームはミニスカートのワンピース（形がコンバトラー隊の物に近く、パンチラが何回かあった）スカートの裾近くまで丈のあるオーバーニーブーツを履いている。設定年齢は13歳。カニが苦手。
- 未放映シナリオでは橘ユカというライバルキャラが、岡長官の死後に甲賀流十八代目の座をめぐみと争うエピソードが存在した。

### ビッグファルコン
浜口博士（）
声 - 加藤精三
ビッグファルコンの初期のリーダー的存在。岡長官、光代、左近寺らの恩師にあたる人物で、かつ一平の母方の祖父。白髪で白い髭をたくわえた初老の男性だが、地球防衛にかける熱意にあふれており、唯一ボアザンからの侵略に対抗できるビッグファルコンとボルテスVの建造に携わっただけでなく、各国の軍に協力を要請するなど政治力も発揮している。また、ボルテスチームには厳しく接していて実戦並みの訓練でしごくが、一平のために愛馬アイフルを呼び寄せるなど精神面のサポートも忘れない。剛健太郎＝ラ・ゴールがボアザン星人であることを知らなかったようで、その事実が発覚以降、剛三兄弟が戦えなくなるかも知れないと苦悩する。スカールークに囚われたときには兵士を素手で殴り倒し脱出、死の間際に剛三兄弟に父が生きていることを伝える。タコとナマコが大嫌いでタッコに頭に乗られた際は大慌てしていた。

剛 光代（）
声 - 近藤高子
剛健太郎の妻にして剛三兄弟の母。夫のもたらしたボアザンの科学力と地球防衛軍の協力を得て、電磁の要塞基地ビッグファルコンとボルテスVの建造に尽くす。年端もいかない自分の息子たちをメインパイロットに据え、厳しい特訓を課した。しかし第2話で、ジャンギャル将軍の2面作戦に1機しかないボルテスVが苦戦した際、戦闘機に乗って特攻し、命と引き換えに息子たちを救う。ラ・ゴールがボアザン星人であることを知った上で結婚しており、浜口は大学時代の恩師である。

左近寺 公三（）
声 - 大木民夫
浜口博士の死後、ビッグファルコンに着任した（正式な）2代目司令官（実は浜口博士から生前、司令官になるよう要請されていた）。第16話から登場、次の第17話ではスパルタ式特訓でボルテスチームをしごく。博士というより軍属のような雰囲気を持つ人物。岡長官、光代とは同窓。浜口の教え子であり、宇宙工学の権威でもある。スパルタ式でボルテスチームを鍛える一方で、ワープ航法について説明を受けた一平をめぐみが冷やかした際には剛三兄弟と一緒に笑う、剛健太郎と再会した三兄弟に「父に甘えろ」と言うなど、人間味に溢れる、優しさをみせるシーンもある。

### 地球防衛軍
岡防衛長官（）
声 - 増岡弘
地球防衛軍の高官にして、甲賀流十七代目の忍者。めぐみの父。中年にさしかかったその体型は年齢にふさわしい恰幅のよさだが、全身タイツのような忍び装束を着たこともある。浜口亡き後のビッグファルコンの司令官も一時兼任したが、あくまで本職は防衛軍長官であり、専任指揮官の不在をボアザン軍に衝かれて混乱を招いた（第16話）ため、左近寺着任後は交代する。実は病魔に侵されており、第31話で余命が少ないことを察知して、鎧獣士ダイアンドに操られた娘のめぐみを救うために、囮となって死亡する。

### ボアザン星間帝国
プリンス・ハイネル
声 - 市川治
ボアザン帝国の皇子。敬称は「殿下」。長浜忠夫によると、宝塚歌劇をヒントにした「女のように薫り立つような趣きを漂わせながらも、きりりとした顔つきの美少年」。角ある者は貴族であるというボアザンの格式に則った貴族の誇りを持つ人物。ラ・ゴールが労奴に落とされた後に生まれ、母の早世後は母方の祖父母に育てられたため、自身は父を知らず、ラ・ゴールも息子の存在を知らない。
皇帝ザンバジルは妾腹である自分の地位が正統な血筋のハイネルに脅かされることを恐れ、ボアザン帝国地球征服軍司令官という、ボアザンにしてみれば辺境の危険な任務につかせてしまう。幼い頃から「謀叛人の子」としてことあるごとに迫害を受けていたハイネルは、ザンバジルの企みを知らず、この戦いによって自身のボアザン帝国への忠誠心を証明しようとこの任務を意気揚々と受け、地球にやってくる。しかしボルテスの反撃に苦戦、その失敗を理由に皇帝派のド・ズールやド・ベルガンからもその地位や命までも脅かされる。
角の無い地球人を下等扱いしているため、地球人には愛が存在することを簡単には信じなかった。
物語終盤でベルガンが伝えた皇帝の勅命により、司令官を解任され地球に1人取り残されるが、ジャンギャルの犠牲とカザリーンの手引きによってボアザン星に帰還。全てを諦めて2人で生きていこうというカザリーンの言葉を退け、貴族としての責務を果たすために王城「黄金城」へと向かう。しかし、王城は反乱軍の襲撃による混乱のさなかにあった。逃げ出す貴族たちを叱責したハイネルは、混乱した貴族に撃たれるが、カザリーンの犠牲により命を救われる。ハイネルは貴族として死してもボアザン星を守ろうと心に決め、ボアザンの古い言い伝えにある守護神ゴードルの炎に身を投じ、ゴードルを駆ってボルテスと一騎討ちをする。ゴードルとボルテスは相討ちで倒れ、ハイネルは生身で健一と戦い続けるが、母の形見の短剣から、共にラ・ゴールの息子であり、剛三兄弟の異母兄であることが判明する。父と弟を敵として戦い続けてきたと知ったハイネルは、愕然として「何たる運命の悪戯だ、兄弟同士が血で血を洗う戦いをして来たというのか」と呟く。その後、権力を失って錯乱するザンバジルを形見の短剣で誅殺するが、ザンバジルが手にしていた爆弾が爆発。ハイネルはとっさに爆風から健一を庇うが、黄金城の崩壊に巻き込まれ、最期は涙ながらにラ・ゴールを「お父さん…」と呼び、炎の中に消えた。
同じく市川の演じた『勇者ライディーン』のプリンス＝シャーキン、『超電磁ロボ コン・バトラーV』の大将軍ガルーダ、『闘将ダイモス』のリヒテル提督にならぶ美形悪役とされる。
- 名前の由来は「ユアハイネス（your highness）」から。二本角のモチーフは孤高の聖獣であるユニコーン。

リー・カザリーン
声 - 小原乃梨子
ハイネルの側近の一人。貴族らしい物腰の美女。科学者として随行し、新兵器や獣士の素体開発を担当している。ハイネルの乳母がカザリーンの母であり、ハイネルの乳姉弟として幼い頃より共に育ち、ハイネルを愛している。司令官を解任されたハイネルを連れてボアザン星に帰還した後、これ以上の戦いは無意味とハイネルを説得する。しかし、貴族の誇りと責務を捨てきれず戦いに身を投じんとするハイネルを追った末、黄金城での決戦の混乱の中、逃走を試みる貴族に銃を向けられたハイネルを庇って撃たれ死亡する。設定上のフルネームはリー・カザリーン・ド・ファロア。
未放映シナリオでは、角のないリー・マリーン・ド・ファロアという妹がいて、カザリーン出征後労奴に落とされ、後に地球に逃亡、健一と淡いロマンスを繰り広げる、という話もあった。
- 角のモチーフは昆虫の触角（側頭部から二本角）。角に引っかけてベールを垂らしている。

ルイ・ジャンギャル
声 - 飯塚昭三
ハイネルの側近の一人。ボアザン貴族にはふさわしからぬ粗暴な性格で、赤ら顔の大男。左眉から頬にかけて大きな傷痕があり、隻眼である。ハイネルに忠誠を誓う武人であり、かつ、古武士的な面もあり、自分を「拙者」と呼ぶシーンもある。一方で「虫けら」である地球人相手ならば卑怯な手段も構わないと考えていたようであり、人質をとったり、音声変換でラ・ゴールを装ったりもする。本来は謀略と無縁の職務に忠実な軍人であり、ハイネルの父が誰であろうと、皇帝の思惑がどうであろうと、ハイネルの補佐が職務であるとしてそれらを意に介さない。一方で物事にこだわる性格でもあるらしく、第32話で捕虜になりかけた際、剛健太郎がボアザン星人であることや健一達三兄弟がボアザン星人の血を引く事実をボアザン軍で最初に知ることとなり、確証を得ようと第33話で鎧獣士を介してボアザネリア菌（ボアザン星人ならば免疫を持っている病原体）を使った。第37話でベルガンに兵士を全て引き揚げられてしまい、単独でボルテスに挑み、敗北後もハイネル撤退の時間稼ぎのため自らボルテスメンバーと戦い、降伏を潔しとせず自ら命を絶つ。その直前、健一らに健太郎がボアザン星に拉致されたことを伝える。
- 角のモチーフは猛牛。ただし、額からも角が生えている三本角。

ド・ズール
声 - 増岡弘 / 徳丸完（スーパーロボット大戦シリーズ）
ハイネルの側近の一人で、短身痩躯の老人。角は額に1本。カザリーン同様に優秀な科学者で、施設、要塞の建造や獣士の製造を担当している。実はザンバジルがハイネルを失脚させるために送り込んだ間諜。策を弄してラ・ゴールを捕らえたり、ハイネルを暗殺しようとしたりするが、それらの計画は露見し、第22話でハイネルに最後通告を突きつけられる。進退窮まったズールは、ボルテスチームに投降するふりをして地底城に彼らを招き、ハイネルと相討ちさせようと企むが、ハイネルは最初から裏切り者を赦すつもりはなかった上に計画も既に見抜かれていたため、逆に待ち構えていたハイネル達に処刑される。この時のハイネルの怒りは凄まじく、ド・ズールに関係するものは写真・遺品に至るまでことごとく処分された。
- 角のモチーフは爬虫類。

ド・ベルガン
声 - 内海賢二
第24話から登場。マキシンガル合金をもたらしたボアザンの将軍。同じ合金製の鎧で身を包んでいる。兜には面当てもついているが、初登場回のみの使用で、あとはずっと素顔を晒している。地球征服軍司令官の地位を狙っており、その地位と引き換えに、ハイネル暗殺の密命を皇帝から受けていた。しかし、マキシンガル合金製の獣士が敗れて自らの地位が危うくなると、皇帝の密命をハイネルに暴露し、引き換えに失敗を帳消しにしてもらおうとし、結果的にハイネルの腹心となる。しかしそれも結局は上辺だけのものであり、第37話で皇帝の勅命としてハイネルを解任、全ての戦力を引き揚げる。その後、追撃をしてきたボルテスと戦い、ザルタンもろとも地獄へ落ちる。
ド・ズールの弟という裏設定があるが、作中では特に触れられていない。卑劣な人物ではあるものの、初登場時にいきり立つボルテスチームを余裕をもって捌くなど、ある程度の度量はある。めぐみが放った手裏剣を皇帝から下賜された懐中時計が防いで命を救われた際に見せた感謝など、皇帝への忠誠心は芯からのものである。武器として両刃の槍を用いる。
一度も兜を外すことがないため、角の形状は不明。

ザキ侯爵
声 - 大木民夫
第8話に登場する、皇帝ザンバジルの懐刀。表向き督戦の勅使として地球にやって来るが、皇帝の内意を受けハイネルを死地に追いやるのが真の目的である。地球征服が遅々として進まないハイネルを臣下の面前で痛罵して辱め、欠陥のある獣士ガルゴーに搭乗して直接ボルテスと戦うよう仕向け、戦死を狙うが、計画はカザリーンに察知され、ハイネルは戦いを優位に進める。最期は搭乗していた円盤をボルテスに引きずり下ろされ、ガルゴーへの盾にされて爆死、母星には「名誉の戦死」として報告される。

グルル将軍
声 - 塩見竜介 / 西村知道（スーパーロボット大戦シリーズ）
皇帝派の将軍。ベルガンとともに皇帝の勅命を伝えハイネルを解任する。その後、皇帝から大軍勢を預かるが、ボアザン星上空での戦闘でザルタンもろとも爆死する。ボルテスVの迎撃を命じられて臆するなど、軍人としての才覚には乏しい模様である。

ギルオン
声 - 黒部鉄（現：屋良有作）
第29話に登場する剣闘士。奴隷の両親の下に生まれたため、本人は角があっても差別される階級であり、剣闘士となる。ダンゲ将軍の捕獲を目論むハイネルによって鎧獣士に取り立てられ、ベルガンの指揮下で出撃する。健一からダンゲの死を知らされた後も正々堂々とボルテスチームに挑むが敗北、地底城に帰還するも裏切り者として処断される。当初の処分は裏切り者として鎧獣士の資格剥奪を言い渡されただけであったが、死者の尊厳を重んじる性格から、死んだダンゲの遺体を持ち帰らなかったことについてハイネルに抗弁、死刑を申し渡され、鎧獣士ザルザによって銃殺される。ダンゲの部下として戦いたいかったとの望みを語り、死に際してダンゲを賛美しつつ息絶える。彼の処刑にカザリーンは顔をそむけ、ジャンギャルもやり過ぎであるといった表情を見せる。
そのことを知ったボルテスチームが彼の仇討ちを果たした後、その亡骸は回収されダンゲの棺とともに防衛軍幹部一同の敬礼に送られて水葬される。このとき、両者に対する弔砲も放たれ、ボルトマシーンから花輪も投下された。

兵士
貴族の周囲や本国に配置されている。その姿は完全に甲冑に覆われており素顔を見せない。兜には角の意匠がある。元は労奴階級の者を洗脳した存在であるが、ギルオンのように労奴から志願した者もいる。
秘密調査隊員や近衛兵という特殊部隊も存在するが、突撃兵士については以下を参照。

皇帝ズ・ザンバジル
声 - 寺島幹夫
ボアザン星間帝国第124代皇帝。先代皇帝と腰元との間に生まれた妾腹の子であるため、周囲の冷たい視線を浴びて育ってきた。それ故に周囲への深い怨念と鬱屈した性格を持つに至り、先の皇帝が死去した時点で最も優位な皇位継承権を持つラ・ゴールを妬み、5人の腹心の軍人に命じて密かに工作し、そのうちの一人がロザリアの前で人工の角を取るラ・ゴールの姿を目撃、また人工の角を付ける手術を行った医師バルムらを拷問してその事実を訊き出した。こうしてラ・ゴールに角がないことを突き止め、戴冠式の際にそれを暴露、ラ・ゴールを失脚させて皇帝の座に就く。その後は晴れることのない怨念をぶつける形で、過激な軍事拡大路線を展開し、地球など他星侵略を進めた。
ラ・ゴールを労奴に落としたものの、その息子ハイネルには角があったため、ザンバジルはその座を脅かされる可能性があった。そのためハイネルを地球征服軍司令官に任命し、あわよくば戦死してくれることを望む。ド・ズールやド・ベルガンはそのために遣わされた皇帝側の部下であり、機会をうかがって暗殺することすら想定の範囲内であった。
黄金城に住み、労奴階級からの搾取によって豪華な生活を営む。ボアザン星には一定の確率で角のない者が生まれるため、それらを労奴としており、また角のない労奴同士の子供に角があっても闘奴や兵卒にしかなれない。帝国のさらなる繁栄のために労働力を求めて、他星を侵略していたようである。ボアザン帝国では、こうした差別に不満・憎悪をいだく労奴や、他星への侵略をよしとしない和平派が、ラ・ゴールに限らず多く存在していて、ボアザン貴族社会は揺らぎ始めていた。最後はボルテスのボアザン本星侵攻と時を同じくして起こった労奴の大反乱により、旧体制は一気に崩壊する。黄金城へと近付く革命の足音により皇帝の誇りも正気も失い、宝物を抱えつつ爆弾を振り回し狂乱する。何とか落ち着かせようとしたハイネルを見て、地球侵略の全責任を転嫁したため、あまりの浅ましい姿に憤慨したハイネルにより短剣を突き立てられ、その直後自らが手にしていた爆弾により爆死。それまで「叔父上」と呼び敬っていたハイネルは、その見苦しい狂態に「余はこんな蛆虫のために戦っていたのか」と呟いている。

### 和平派のボアザン星人
ラ・ゴール / 剛 健太郎（）
声 - 二瓶秀雄 / 水島裕（若き日のラ・ゴール）
剛三兄弟の父。父レ・オーラルはボアザン皇帝の弟という血筋であり、皇位継承権が約束されていたが、角を持たずに生まれてしまう。そのため父に殺されそうになるが、母たちの決死の嘆願により人工の角をつけられる。両親から貴族として育てられるものの、自身はボアザンの貴族制度に疑問を持ちながら育つ。若くして科学大臣に登用され、政治に影響力を持てるようになった彼は美しい娘ロザリアと出会い結婚、秘密を知ってもそれを受け入れた妻ともに、平等な社会をつくるべく努力を始める。しかし皇帝が死去し、皇太子は病弱で皇帝になれないという事態になり、急遽皇帝の弟の嫡子である自分と皇帝の妾腹の子であるズ・ザンバジルとが皇帝の候補となった。その際、かねてより皇位を狙っていたザンバジルに角の秘密を掴まれ、暴露されたため労奴に堕とされ、ロザリアは無理やり離縁させられ地方に送られた。その地で身篭っていた子ども（ハイネル）を産むと、ロザリアは難産が祟ってそのまま亡くなってしまう。
ロザリアの死を風の噂に聞きながらも、花一つ手向けられない怒りを胸に、反乱を起こしたが失敗し、命からがら逃げ出した先の地球でボルテスVを建造し、ボアザンの侵略に備えた。その中で協力を惜しまなかった剛光代と結ばれ、3児をもうける。しかし、科学者としての才能を欲するザンバジルの召集で地球を離れ、協力を拒んだところを同志たちに救われ、以後ボアザン星とその植民惑星の各地で労奴解放のための地下活動を行なう（ただし、その過程で何度もボアザン帝国軍に捕らえられている）。同時にボルテスの苦境を知り、超電磁加重砲やボルテスの改造指示書を届けるなど、地球への支援も忘れなかった。
帝政打倒後は、母星をより良い平和な星へと再建するため、ボアザン星に留まっている。

ロザリア
声 - 横沢啓子（現：よこざわけい子）
ラ・ゴールの最初の妻。角がないことを知っても変わらず夫を愛した。しかし皇位継承を巡るザンバジルの謀略によって、ラ・ゴールが追放された際に離縁させられ、地方（おそらく実家）に送られてしまう。この時に身籠っていたハイネルを難産の末に生むが、それが祟ってまもなく死去した。ハイネルの身の証のために、ラ・ゴールから贈られた短剣（柄に白鳩の紋章が入っている）を両親を介して与えており、この短剣が最終回でのキーアイテムとなる。

ダンゲ将軍
声 - 加藤正之（第18話のみ） → 勝田久（第27話以降）
第18話に登場する和平派の将軍。ボアザン星の英雄で、大将軍と言われたほどの人物。獣士に改造された剣闘士ギルオンはその武勇を絶賛していた（後述）。ラ・ゴールの志に共鳴して自ら角を切り落とし、貴族の地位を捨てる。その後、反皇帝派を率いて地下活動を行ない反攻の機会をうかがっていた。ボアザン星へ戻って潜伏中のラ・ゴールを庇い、帝国軍に捕まって処刑寸前の彼を助け、地球へと脱出させた人物である。鎧獣士登場の当初、ボルテスの危機を救った鷹メカを操縦する。
第27話でカガミキリとの戦いでダメージを受け、続く第28話にて健一たちに父がボアザン星人であることと、それまでの生い立ちを打ち明けた後力尽き、第29話において左近寺の手で仏式・キリスト教式混合の葬儀が営まれる。遺体はギルオンの戦死後、ギルオンの角とともに防衛軍幹部一同の敬礼に送られて水葬される。このとき、将軍に対する弔砲も放たれ、ボルトマシーンから花輪も投下された。

ドイル将軍
声 - 加藤精三
第35話から登場する和平派の将軍。アルプス山中に建設されたボアザン星人労奴解放軍基地の勇士だったが、ダンゲ亡き後、反乱軍の指揮を執る。ラ・ゴールこと健太郎と共にソーラーバードを完成させ、終盤ではこれを自ら操縦してビッグファルコンに合体させる。最終話でボアザン星の労奴たちに反乱を呼びかけ、健太郎を救出する。

### その他の登場人物
タッコちゃん
声 - 堀絢子
日吉が製作したタコ型ロボット。日吉にしがみ付く様に行動を共にする。

突撃兵士
ボアザン軍の下級兵士。ボアザン星人ではなく、別惑星から連れてこられた。爬虫類から進化した人間型生物で、教育して戦闘用兵士に作り上げた。尻尾を持つ。
側頭部に角を付けたフルフェイスの兜を被っているが、その素顔や角付きの生物なのかは、兜を取ることがないので不明である。ビーム小銃を携帯する。ボアザン本国軍ではあまり見られず、地球を含む外征部隊の最前線へ配置されていた模様である。

## ボルテスV
ボアザン星人の地球侵略とその尖兵である巨大戦闘メカ・獣士に対抗するため、剛健太郎博士が開発（妻の剛光代と浜口博士も開発に協力）した巨大スーパーロボット。「ブイ・トゥギャザー！」の掛け声でボルトマシンがV字編隊を組み「レッツ・ボルトイン！」の掛け声と共に5人が一斉に赤いボタンを押すことで合体。合体解除はボルトアウトと呼称される。
ボルトクルーザー（VoltCruiser:クルーザーは巡洋艦の意味）、ボルトボンバー（VoltBomber:ボンバーは爆撃機の意味）、ボルトパンザー（VoltPanzer:パンザーは戦車あるいは装甲車の意味、ドイツ語読みの「パンツァー」の方が日本では馴染み深い）、ボルトフリゲート（VoltFrigate:フリゲートは日本語ではカタカナ表記されることが多い、中小型の水上戦闘艦）、ボルトランダー（VoltLander:ランダーは地上車の意味）の5機が合体することにより、全長58.0m、重量600.0t、最高飛行速度マッハ20の人型の巨大ロボットとなる。動力源は超電磁エネルギー。メインパイロットは剛博士の長男、剛健一。
前作がアニメの合体を玩具で表現する際に非常に苦労した ことから、デザインは玩具メーカー主導で進められ、コン・バトラーと比べても、俗に「烏天狗」と評される顔のデザインを除けば、合体システム、機体の配色、各機体の役割なども同じであった。
ロボットアニメにおける決めの必殺技として剣で斬るパターンを創出したのが、ボルテスVの天空剣Vの字斬りである。剣そのものは西洋式の両刃の剣であったものの、その巨大さゆえに両手で振るわれることから事実上、剣道のような殺陣が描かれることとなり、その後しばらくの間、スーパーロボットの必殺技といえば「○○剣××斬り」がお約束となるほどの影響を残した。
設定資料には天空剣と共に盾を保持している画稿も存在している。
また、ボルテスVではロボットの設定や演出に工夫が凝らされている。第1話では声紋登録が行なわれており、ボルテスチーム以外の人間では合体できないとされた。また、3機のコクピットが装甲に隠れるのでパイロットの安全性は高い反面、非常時の脱出が困難とされる。第10話では超電磁エネルギーの秘密が敵に解析され、超電磁合体破壊装置を装備した獣士が登場して合体不能の危機に陥るが、浜口博士開発のウルトラマグコンを追加装備し、事なきを得る（この際に、超電磁エネルギーはクラウンコイルへの磁粒子の誘導により発生する、と設定されている）。第16話では損傷したボルトフリゲートを分離し、クルーザー、ボンバー、パンザーだけの上半身とランダーとで戦うという離れ業も披露している。
天空剣の刀身が巨大な獣士を切り裂くことができるのはなぜか、とボアザン側が研究した結果、刀身の強度だけではなく刀身を包む超電磁フィールドが分子構造を分解していることが判明すると、マキシンガル合金装備の鎧獣士が登場、天空剣が全く通用しなくなる事態に陥る。この事態を打開するため、剛健太郎（当時は行方不明中）が送り届けた鷹型メカが、マキシンガル合金を劣化させる超電磁加重砲をもたらし、ボルテスの後期の必殺技、天空剣・超電磁ボールVの字斬りが完成する。ただし、超電磁ボール自体はマキシンガル合金を劣化させるものでしかなく、あくまでも天空剣による斬撃とVの字斬りを必殺技として使うことは続けられた。

### 主な武装・必殺技
ガトリングミサイル
手首から射出する5連装のミサイル。

ボルテスバズーカ
腕部に格納されている巨大バズーカ。片方の手でもう片方の手をとり、手首を下に折ると銃身が伸びる。折れ曲がった手は、そのままグリップとして用いられる。トリガーは存在しない。主に右腕から発射されるが、左腕にも装備されている。

チェーンナックル
手首から鎖付き分銅を撃ち出し、敵をからめとる。鎖を切り離し、手に持って使用することも可能。

ボルトレーザー、ボルテスビーム、超電磁ビーム、超電磁ウェーブ
胸部、天空剣の鍔となるV字装甲板の上に装備されている電磁ビーム砲。同じレンズ状砲口から射出されるが、名称と光線の色などが異なる。

ウルトラスパーク
全身から超電磁エネルギーを放射し、敵を弾き飛ばす。

グランドファイヤー
胴体部に存在するベルトのバックル状の部分が開いて使用される超高熱の火炎放射器。噴射の圧力で獣士を吹き飛ばしたり、火球として発射したりすることも可能。後に、発射前に巨大なV字が出現する演出が加わる。

グランドミサイル
グランドファイヤー発射口から発射されるミサイル。それほど強力ではない。

超電磁ゴマ
最も使用頻度の高い武器。胸部に複数が収納されており、腹部から撃ちだされる巨大ゴマ。芯がドリル、縁からカッターが飛び出し、獣士を切り裂く。腹部から直接撃ちこむほか、超電磁ストリングで操る。

超電磁ストリング
腹部にベルト状に格納されている超電磁ゴマを操作するためのツール。単独でもムチのように使用できる。複数形で呼ぶ場合もある。

天空剣
ボルテス最強の武器。通常時は胸部にV字型の装甲板として格納されている。使用時には下部より柄が、上部からは両刃の剣先が伸びる。先述の通り、超電磁フィールドにより分子結合を破壊することで敵の装甲を切り裂く無敵の剣である。超電磁フィールドに耐える構造のマキシンガル合金で覆われた鎧獣士には通用しない。第14話では、娘を人質にとられた工作員により、装甲板を接合されてしまったこともある。
天空剣・唐竹割り
天空剣の剣技の一つ。第7話で使用。上段から敵を縦に真っ二つに切り裂く。
天空剣・一文字斬り
天空剣の剣技の一つ。第8話で使用。中段から敵を横に真っ二つに切り裂く。
天空剣・Vの字斬り
ボルテスの必殺剣技。天空剣により敵をVの字に切り裂く。空中に飛び上がったボルテスが獣士を袈裟がけに斬り、その後両刃を活かして角度を変え剣を引き抜きつつ、さらに斬り裂く。その際、超電磁フィールドのエネルギーが残留し、切断面がVの字に輝く。
天空剣・二段斬り
Vの字斬りを2回叩き込む。名称は二段だが、実際には3回斬っている。
天空剣・超電磁ボールVの字斬り
マキシンガル合金によりVの字斬りが通用しない鎧獣士に対抗するための技。超電磁加重砲により生み出された超電磁ボールをマキシンガル合金にぶつけ、材質を劣化させるもの。なお、「超電磁ボールVの字斬り」という名称はゲーム「スーパーロボット大戦シリーズ」で設定された便宜上のもので、本作品に限定していえば超電磁ボールとVの字斬りは別個に用いられた。超電磁ボール（超電磁加重砲）のみでは敵を破壊できない。第24話では鷹メカの加重砲を使用するものの、ビッグファルコン全部のエネルギー量に相当するほどの膨大なエネルギーの調達に苦慮し、第25話では雷を天空剣に集めるも、ボルテスはエネルギーに耐えられず自壊してしまう。第26話では鷹メカからもたらされた指令書に基づき改造が行なわれるが、1発の超電磁ボールで全エネルギーを放出してしまい、エネルギー制御の不完全さを露呈する。最終的に、鷹メカと合体して制御装置を追加装備することでエネルギー制御を完璧なものとし、実用可能となる。特にVの字斬りである必要はないが、Vの字斬り以外の剣技は使われていない。
ボルテス重戦車
『コン・バトラーV』のグランダッシャーと同様、合体状態のまま巨大戦車に変形し特攻する必殺技らしいが、劇中では使用されず、玩具での再現のみに留まった。

### ボルトマシン
ボルテスVが分離した5機のマシン。通常はこの状態でビッグファルコンに格納されている。全機が飛行能力を有するため、前作のバトルタンクのようにボルトパンザーがフリゲートに運ばれるシーンはない。操縦桿がクルーザーと他4機に違いがあり、クルーザーはトライアングル型、他4機はグリップ型になっている。搭乗の際は、指令室にあるシューターを通りコックピットブロックに乗りこんだあと、それぞれのボルトマシンに格納される。

ボルトクルーザー
全長12.8m、重量95t、飛行速度マッハ20という超高速戦闘機。ボルトマシンの指令機であり、超電磁発生装置とウルトラマグコンを装備する。単体での活躍はあまり多くないが、ボアザン円盤との戦いでは戦果を挙げている。機体中央部が折れてクランク状に変形し、ボルテスVの頭部になる。合体後はコンピューターセクションとなり、コックピットはブロックごとボルテスの目の位置に移動する。剛健一が乗り込む。合体の際は操縦桿が変形し、モニターやアンテナが現れる。
第17話において、V字編隊を崩し合体を遮る獣士ザイザルスに対して、クルーカッターを展開したまま、ボルトクルーザーを頂点としたV字編隊で各機最高速度でキリのように回転し、螺旋状に飛ぶことで獣士を撃退している。
主武装
- バルカン
- クルーミサイル：機首両側面より発射するミサイル。
- クルーアロー：機体後部中央より発射するミサイル。
- クルーブーメラン：機体先端の前進翼先端からカッターを展開し射出する。
- クルーカッター：主翼先端から飛び出すカッター。

ボルトボンバー
全長16.2m、重量100t、飛行速度マッハ18の重爆撃機。両腕部分を開いて上下に180度回転し、ボルテスVの腕部を構成する。合体後は攻撃セクションとなり、コクピットは完全に胴体内に格納される。峰一平が乗り込む。なお当時の「ポピニカ」玩具ではY字の垂直尾翼が余剰部品 となった。
主武装
- ボンバーミサイル：機首両側面より発射するミサイル。
- ボンバーフック：合体後腕になる部分より発射されるワイヤーアンカー。
- ボンバーリング：機体下面に装備されたリング状武器。
- ボンバーバーム：爆雷。

ボルトパンザー
全長12.4m、重量220t、飛行速度マッハ15の重戦車。合体時には左右に180度回転し、ボルテスVの胸と胴体を形成する。超電磁ゴマと天空剣と動力源の原子炉を内蔵し、合体後はエネルギーセクションとなる、装備面では要の機体。剛大次郎が乗り込む。コクピットはフリゲートと向かい合わせの格好で、フリゲート側に多く収納されるはずである。なお、17話においてV字編隊を崩し合体をさえぎる獣士ザイザルスに対しての特訓では、マッハ16で飛ばされている。操縦席の位置が前作と大きく違う唯一の機体。
主武装
- ベルトカッター：キャタピラ部から射出されるベルト状のカッター。
- パンザーミサイル：機首両側面より発射するミサイル。
- パンザーナックル：機首両側面より発射されるワイヤーアンカー。
- パンザーアーム：機体後部から伸びる作業用アーム。

ボルトフリゲート
全長19.5m、重量105t、飛行速度マッハ16の双胴型潜水艦。単体で飛行可能。大腿部裏面に収納式の艦橋のような構造部を持つ。この部分にはレーダーアンテナ状の部品もあったが、コクピットは機首先端にあり用途が不明である。合体後は修理・補修セクションとなり、ボルテスVの腰と脚部を構成する。剛日吉が乗り込む。
主武装
- 修理装置
- ネプチューンロック：機首両側面より発射されるワイヤーアンカー。
- フリゲートミサイル：機首両側面より発射するミサイル。
- フリーザー光線：機首両脇より発射される冷却光線。

ボルトランダー
全長8.3m、重量80t、飛行速度マッハ17の偵察型マシン。単体で飛行可能。忍者でもある岡めぐみが乗り込むため、合体後も偵察・分析セクションであり、ボルテスVの足首と足を構成する。合体面が分離して下方に90度折れ曲がり足となり、爪先にあたる部分からは左右2本ずつのドリルが出て、地中行動も可能となっている。分離が自由なボルテスの特徴を活かして、ボルテスが拘束された際に単体で分離し仲間を救ったこともある。ランダーのコクピットは左足。
主武装
- ランダー手裏剣：機体中央下部より発射される十字手裏剣。
- ランダーミサイル：機体中央両側面より発射するミサイル。初期設定の「モグミサイル」と呼称したことも。
- ランダードリル：機体先端に装備される収納式のドリル。
- ランダーコンクリート：機体前部より射出される速乾性のコンクリート。

なお、劇中での各機の呼び名は「1号機、2号機〜」である。

## その他の登場メカ
ビッグファルコン
大鳥島 に存在するボルテスチームの基地。鳥を模した司令塔が存在し、5台のボルトマシンを発射するカタパルトを備えている。多くの職員を有している。運営基盤について作中で説明はないが、浜口博士死後に岡長官が地球防衛軍と司令官を一時兼務する展開がある（第16話）。主な武装として、司令塔の嘴が開いて発射するビックミサイル、周辺部に多数配置されたミサイルや光線兵器を放つ砲台があり、防御面ではバリヤーを備える。動力は原子炉。第38話でソーラーバードと合体し、宇宙へと飛び出した。

ソーラーバード
地球に逃れた剛健太郎とダンゲ将軍ら反皇帝派が秘密基地で密かに建造していた、ビッグファルコンと合体し、宇宙への飛翔を可能としたサポートメカ。浮上したビッグファルコンを支えるように、下から合体する。

ソーラーファルコン
ビッグファルコンとソーラーバードが合体した巨大宇宙船。ファルコンの司令塔がそのまま艦橋となり、全体的に鷹を模したフォルムを持つ。全長4km。ワープ航行機能を備えており、恒星間航行も可能。両翼の巨大砲塔や無砲身三連装砲塔、各所に連装ビーム砲を備え、武装は合体前より大幅に強化されている。

鷹メカ
ボルテスのパワーアップに貢献した鷹型メカ。名称不明。もとはボアザン星で、王侯貴族専用の乗り物として運用されていたらしい。ビッグファルコン全てのエネルギーを消費するとされる超電磁加重砲（超電磁ボール）を発射できる。後にはボルテスと合体し、エネルギー制御装置を追加したこともある。特にこの機体は、ラ・ゴールを主設計者として皇帝専用機として設計されたもので、最高速度マッハ30のプラズマイオンエンジンと通常の兵器を一切無効化するギロン合金装甲を兼ね備えている。

ワープ観測偵察機
ワープ航行能力を持つソーラーファルコン搭載の無人小型機。ワープによる転移先に障害物があった場合、宇宙船は物質重合で破壊されてしまうため、本機は犠牲前提で転移地点へと事前に送り出される斥候である。

地底城
捕虜にした地球人を奴隷にして建設されたボアザン軍の地球前線基地。孤島の地底にある。見掛けは西洋型の古風な城だが、いざという時には要塞モードに変形し、ハリネズミのように武器だらけになる。城の塔には脱出用宇宙船が内蔵されている。

獣士／鎧獣士
声 - 黒部鉄、飯塚昭三（ほとんど）、たてかべ和也（獣士ボンザルス）
ボアザン軍の主力攻撃要員。「攻撃獣士」「戦闘獣士」とも呼ばれる。単なる機動攻撃兵器ではなくボアザン兵士の脳が移植されており自律した意思を持つ、言わば巨大なサイボーグ戦士。地球上の生物を素材としたものが多いが、ザルザやデストロイドのようにほぼロボットに近い外見を持つものも存在する。獣士となるのはボアザン兵士にとって大変栄誉なこととされているため、志願兵が選抜されて獣士となる（獣士になることで貴族に叙せられたケースもあるため、昇格人事という意味合いもあったと思われる）。鎧獣士はマキシンガル合金による装甲強化型。なお、鎧獣士となった後も劇中のテロップは｢獣士〇〇｣のままであった。

スカールーク
ボアザン軍の戦闘指揮艦。主にジャンギャルが前線指揮に使用している。デザインは巨大な髑髏状の主艦体上に西洋風城塞を模した艦橋が建つもので、そこから名前は骸骨（スカール）と城（ルーク）を合成して付けられている。獣士を搭載することも可能で、眼窩状の発進口から飛び出して来る。ワープ航行能力を持ち、ハイネルらも第1話で本艦によって地球へ赴任してきた。第37話においてベルガンが地底城から引き揚げる際に爆破されてしまう。

ザルタン
ボアザン軍の宇宙戦闘艦。旗艦機能優先の戦闘指揮艦であるスカールークと違い、純粋な戦闘艦なために全身を砲門で固めてあり、戦闘力は遙かに高い。武器はミサイル、エネルギー弾、重力弾。本国艦隊に属しており、ベルガンが指揮を執ってソーラーファルコンを迎え撃った。最期はボルテスの超電磁ボールと天空剣でグルル将軍がいた指令塔を斬り落とされ、地上に落下して大爆発と共に砕け散る。

ボアザン円盤
ワープ航行能力を持ったボアザン軍の空飛ぶ円盤。斥候、輸送、戦闘と何でもこなす。戦闘場面ではサイズがボルテスより大きく、ビッグファルコンの防空兵器でも撃墜可能であると描写されている（第16話など）。

ザルタン親衛大型円盤
ボアザン軍のカノープス、リゲル、アルタイル方面軍から招集されたザルタン艦隊の宇宙艦艇。円盤と称しているが、艦尾に反動推進器を備えた宇宙船型で、ボアザン円盤のようないわゆるアダムスキー型ではない。ソーラーファルコン迎撃に動員された。

ウルトラ素粒子爆弾 マグマイト
ベルガンが地球を去る際、ハイネル抹殺の置き土産としてセットした地球殲滅用の時限爆弾だが、ソーラーバードによって宇宙空間へ投棄され、間一髪で地球は救われる。

ソドムとゴモラ
ボアザン星近傍に浮かぶ一対の巨大人工衛星。両者の間に高エネルギーの電子流を流し、自航しながら多対象物を挟み込む形で捉え、破壊するボアザン軍の最終防衛兵器。

守護神ゴードル
ボアザン星の守護神を象った神像だが、その正体は巨大ロボット。「国を愛する者が守護神ゴードルの燃えさかる炎に身を投ずるならば、その時、守護神ゴードルは国難を救う」という言い伝えがあり、最終回でその言い伝えを実行したハイネルは操縦席へと転送され、ゴードルの声を聞く。
武器は手に携えた剣と口から吐く炎。さらにはボルテスを投げ飛ばすほどのパワーを兼ね備えている。ボルテスとの激しい鍔迫り合いの末に相討ちとなる。

## スタッフ
- 企画 - 碓氷夕焼（テレビ朝日）、飯島敬（東映）
- 原作 - 八手三郎（連載誌 - 『テレビランド』、『てれびくん』、『小学館学習雑誌』）
- 音楽 - 筒井広志
- 企画協力 - Y&K
- キャラクターデザイン - 聖悠紀
- メカニックデザイン - デザインオフィス・メカマン（大河原邦男）、スタジオぬえ
- アニメーションキャラクター - 佐々門信芳、金山明博
- 総監督 - 長浜忠夫
- 美術監督 - 宮野隆
- オープニング原画 - 金田伊功（クレジット表記無し）
- 作画 - 佐々門信芳、山田政紀、藤岡辰也、塩山紀生、小倉貞雄、大原和男、谷口守泰、村中博美、外記康義、大曽根真知子、宮崎絹江、高橋資祐、謝目生郎、中井宏徳、林恵子、坂本三郎、加藤誠一、中村誠、桜井芳久、藤原万秀、富沢和雄、貞光紳也、金海由美子、柏田智子、青山純子、大野文子、清原則子、高田智子、山崎和男、謝明揚一、矢島千恵、村上勉
- 動画チェック - 上梨一也
- 背景 - 池田繁美、林裕美子、内田健彦、海老沢登代、天水勝、古谷美子
- メカニック担当設計 - スタジオぬえ
- 色指定 - 若尾博司、長谷川洋、本田弘子
- 仕上 - シャフト、ディーン
- 特殊効果 - 土井通明、田崎正美
- タイトル - 多々良正春
- 音響演出 - 長浜忠夫、河村常平
- 効果 - 佐藤一俊
- 調整 - 飯塚秀保
- 録音 - 東北新社
- 編集 - 井上和夫
- 撮影 - 旭プロダクション
- 現像 - 東京現像所
- 設定助手 - 加瀬充子
- 作画製作 - 八幡正
- 製作進行 - 善名良行、中川宏徳、楯上守、神田豊、青木健、吉井孝幸
- 製作担当 - 岩崎正美、野崎欣宏
- 製作協力 - 東北新社・日本サンライズ
- 制作 - テレビ朝日、東映、東映エージエンシー
- ナレーション - 槇大輔（本編）、曽我部和行（タイトルコール）、市川治（次回予告）

## 音楽
前作に引き続き、主題歌の作曲を小林亜星が、BGMを筒井広志がそれぞれ担当するという体制であるが、本作品では主題歌の編曲担当として高田弘が新たに加わっている。
オープニングテーマは当時のロボットアニメとしては異例の、女性ソロボーカルである。前年の『マグネロボ ガ・キーン』でも、デュエット形式によるオープニングテーマが採用されていたものの、巨大ロボットアニメの主題歌を女性歌手が単独で歌うのは過去になかったことで、歌手の堀江美都子自身も躊躇したとインタビューなどで答えている。
上記4名による楽曲製作・歌唱の体制は、後年制作された『宇宙魔神ダイケンゴー』や『未来ロボ ダルタニアス』にも受け継がれた。
フィリピンでは同国での本放送当時、堀江と水木が歌った日本版の主題歌が、現地のレコードレーベルVicor Music Corporation（VMC International）からシングルレコードとして発売された。規格品番はVOI-78-290 (SCS 358)。タイトルは『ボルテスVの歌』が『VOLTES V SONG』、『父をもとめて』が『I WANT FATHER』。VMC版シングルでは楽曲のクレジットが誤っており、本来の作詞者である八手三郎 (Yatsude Saburo)とあおいあきら (Aoi Akira)が歌手名として、本来の歌手である堀江 (Horie Mitsuko)と水木 (Misuki〔ママ〕 Ichiro)が編曲者名として記されている。
また日本語版のみならず英語版レコードも発売（歌：Ultravox）されており、1978年発売のLP『The Original Voltes V Mazinger Z Themes And Other Galactic Soundtracks』（VI-2471）に日本版の『ボルテスVの歌』『父をもとめて』と共に収録され、『Star Trek Theme』とのカップリングでシングルカットされている。シングルレコードの規格品番はVOI-78-292。 他にもフィリピンでは多くの歌手によるカバー盤がリリースされた（Voltes Gangによるタガログ語版レコードや、1999年のフィリピンでの再放送時に発売されたThe Jett Pangan Groupによるカバーなど）。

### 主題歌
オープニングテーマ - 『ボルテスVの歌』
作詞 - 八手三郎 / 作曲 - 小林亜星 / 編曲 - 高田弘 / 歌 - 堀江美都子、こおろぎ'73、コロムビアゆりかご会
オープニングアニメの原画は、金田伊功が手がけている。
堀江によるセルフカヴァー・ヴァージョンが『スーパーロボット大戦 ボーカルコレクション 2」』に、ライブ・ヴァージョンが堀江のライブCD『Heartful Concert』に（メドレーの一部として）、それぞれ収録されている。

エンディングテーマ - 『父をもとめて』
作詞 - あおいあきら / 作曲 - 小林亜星 / 編曲 - 高田弘 / 歌 - 水木一郎、こおろぎ'73
作詞を手がけた「あおいあきら」は長浜忠夫の変名である。

## 各話リスト
| 話数   | 放送日        | サブタイトル             | 脚本              | 絵コンテ   | 演出                  | 作画監督            | 登場怪獣                                                  |
| ------ | ------------- | ------------------------ | ----------------- | ---------- | --------------------- | ------------------- | --------------------------------------------------------- |
| 第1話  | 1977年 6月4日 | 宇宙からの侵略者         | 田口章一 五武冬史 | とみの喜幸 | とみの喜幸            | 金山明博            | 獣士ドクガガ（声-飯塚昭三）                               |
| 第2話  | 6月11日       | 苦闘への前進             | 田口章一          | 高橋資祐   | 横山裕一朗            | 金山明博            | 獣士バイザンガ（声-飯塚昭三）                             |
| 第3話  | 6月18日       | 墓標が教えた作戦         | 辻真先            | とみの喜幸 | とみの喜幸            | 金山明博            | 獣士ボンザルス（声‐たてかべ和也）                         |
| 第4話  | 6月25日       | 魔のシャドウ必殺剣       | 五武冬史          | 寺田和男   | 寺田和男              | 佐々門信芳 金山明博 | 獣士ガルド（声-黒部鉄）                                   |
| 第5話  | 7月2日        | 戦艦三笠が危機を呼ぶ     | 田口章一          | 高橋資祐   | 横山裕一朗            | 高橋資祐 金山明博   | 合体獣士ダイネーグ 獣士ダイガ 獣士ネーグ                  |
| 第6話  | 7月9日        | いななけ! 愛馬アイフル   | 桜井正明          | とみの喜幸 | とみの喜幸            | 金山明博            | 獣士バッド・ヘイル（声-黒部鉄）                           |
| 第7話  | 7月16日       | 新隊員タッコちゃん       | 田口章一          | 樋口雅一   | 横山裕一朗            | 塩山紀生 金山明博   | 獣士カラカラス（声-黒部鉄）                               |
| 第8話  | 7月23日       | 地底城の陰謀             | 五武冬史          | 寺田和男   | 寺田和男              | 金山明博            | 獣士ガルゴー                                              |
| 第9話  | 7月30日       | 夢が招いた大ピンチ       | 桜井正明          | とみの喜幸 | とみの喜幸            | 佐々門信芳 金山明博 | 獣士ゴンダム                                              |
| 第10話 | 8月6日        | ボルテス合体不可能!      | 田口章一          | 高橋資祐   | 高橋資祐              | 高橋資祐 金山明博   | 獣士ナマズンゴ 獣士ボンボス                               |
| 第11話 | 8月13日       | よみがえるボルテスV!     | 田口章一          | 柳弘通     | 横山裕一朗            | 坂本三郎 金山明博   | 強力ナマズンゴ 獣士ガメンザー                             |
| 第12話 | 8月20日       | ボルテス起死回生         | 五武冬史          | とみの喜幸 | とみの喜幸            | 金山明博            | 獣士カニガン                                              |
| 第13話 | 8月27日       | 謀略の父が地球を狙う     | 田口章一          | 寺田和男   | 寺田和男              | 塩山紀生 金山明博   | 獣士ゴングル（声-飯塚昭三） 獣士クラゲニャラ              |
| 第14話 | 9月3日        | 父と子の罠               | 辻真先            | 柳弘通     | 横山裕一朗            | 金山明博            | 獣士ガルマン（声-黒部鉄）                                 |
| 第15話 | 9月10日       | 皇帝陛下のプレゼント     | 桜井正明          | 高橋資祐   | 山崎和男              | 高橋資祐 金山明博   | 獣士ジャガード（声-黒部鉄）                               |
| 第16話 | 9月17日       | ファルコン壊滅の危機     | 五武冬史          | とみの喜幸 | とみの喜幸            | 坂本三郎 金山明博   | 獣士スネイザー                                            |
| 第17話 | 9月24日       | 愛も涙もふりすてろ!!     | 五武冬史          | 寺田和男   | 寺田和男              | 佐々門信芳 金山明博 | 獣士ザイザルス（声-飯塚昭三）                             |
| 第18話 | 10月1日       | 父よ! 地球は近い!!       | 田口章一          | 横山裕一朗 | 横山裕一朗            | 金山明博            | 獣士ゴキール                                              |
| 第19話 | 10月8日       | 父の胸の中で泣け!!       | 田口章一          | とみの喜幸 | 山崎和男              | 塩山紀生 金山明博   | 獣士トビウラゴ                                            |
| 第20話 | 10月15日      | 血で書いた数字の謎       | 辻真先            | 高橋資祐   | 上原一夫              | 金山明博            | 合体獣士ゾルゲル 獣士ゾル 獣士ゲル                        |
| 第21話 | 10月22日      | 策謀の秘密基地           | 五武冬史          | 寺田和男   | 寺田和男              | 坂本三郎 金山明博   | 獣士サザラス（声-黒部鉄） 名称不明のタコ型獣士            |
| 第22話 | 10月29日      | 裏切り者の計画           | 田口章一          | 横山裕一朗 | 横山裕一朗            | 佐々門信芳 金山明博 | 獣士ゼミンゴ（声-飯塚昭三）                               |
| 第23話 | 11月5日       | 小犬よ明日へ歩め!        | 塚本裕美子        | 高橋資祐   | 山崎和男              | 高橋資祐 金山明博   | 獣士ガルス（声-飯塚昭三）                                 |
| 第24話 | 11月12日      | 敵・新将軍の挑戦状       | 田口章一          | 磯浜太郎   | 山崎和男              | 金山明博            | 鎧獣士オコゼニア 獣士製造用のモグラ                       |
| 第25話 | 11月19日      | 自爆!! 超電磁ボール      | 五武冬史          | 寺田和男   | 寺田和男              | 塩山紀生 金山明博   | 鎧獣士デスラー（声-飯塚昭三）                             |
| 第26話 | 11月26日      | 謎の飛行メカとの合体     | 五武冬史          | 横山裕一朗 | 横山裕一朗            | 金山明博            | 鎧獣士ダイモン（声-黒部鉄） 鎧獣士サイモン（声-飯塚昭三） |
| 第27話 | 12月3日       | 謎の鷹メカの正体         | 田口章一          | 柳弘通     | 原田益次              | 佐々門信芳 金山明博 | 鎧獣士カガミキリ                                          |
| 第28話 | 12月10日      | 父 剛健太郎の秘密        | 五武冬史          | 寺田和男   | 寺田和男              | 金山明博            | -                                                         |
| 第29話 | 12月17日      | ボアザン星の勇士         | 五武冬史          | 横山裕一朗 | 横山裕一朗            | 金山明博            | 鎧獣士ギルオン（声-黒部鉄） 鎧獣士ザルザ                  |
| 第30話 | 12月24日      | 地球を賭けた一騎撃ち     | 桜井正明          | 山崎和男   | 山崎和男              | 金山明博            | 鎧獣士カマゲリラ                                          |
| 第31話 | 12月31日      | 岡防衛長官空に散る!!     | 辻真先            | 磯浜太郎   | あおいあきら 加瀬充子 | 佐々門信芳 金山明博 | 鎧獣士ダイアンド（声-飯塚昭三）                           |
| 第32話 | 1978年 1月7日 | ジャングルの追跡         | 五武冬史          | 寺田和男   | 寺田和男              | 金山明博            | 鎧獣士ザニオン 3体合体の鎧獣士                            |
| 第33話 | 1月14日       | 魔の細菌攻撃             | 五武冬史          | 磯浜太郎   | 横山裕一朗            | 塩山紀生 金山明博   | 鎧獣士ドリオン                                            |
| 第34話 | 1月28日       | 憎しみの炎が危機を呼ぶ   | 田口章一          | 寺田和男   | 寺田和男              | 金山明博            | 鎧獣士アリンガ                                            |
| 第35話 | 2月4日        | 星の戦士への鎮魂曲       | 辻真先            | 磯浜太郎   | 四辻たかお            | 佐々門信芳 金山明博 | 鎧獣士スコルプ（声-黒部鉄）                               |
| 第36話 | 2月18日       | 地底城攻撃開始!!         | 田口章一          | 寺田和男   | 寺田和男              | 金山明博            | 鎧獣士デストロイド                                        |
| 第37話 | 2月25日       | さらば! 敵司令官ハイネル | 田口章一          | 横山裕一朗 | 横山裕一朗            | 塩山紀生 金山明博   | -                                                         |
| 第38話 | 3月11日       | 大宇宙へ出撃せよ!!       | 辻真先            | 磯浜太郎   | 四辻たかお            | 坂本三郎 金山明博   | 宇宙戦闘艦ザルタン ザルタン親衛大型円盤 ソドムとゴモラ    |
| 第39話 | 3月18日       | ボアザン星の大攻防戦     | 田口章一          | 山崎和男   | 山崎和男              | 金山明博            | 宇宙戦闘艦ザルタン ザルタン親衛大型円盤 ソドムとゴモラ    |
| 第40話 | 3月25日       | 崩れゆく邪悪の塔!!       | 田口章一          | 寺田和男   | 寺田和男              | 金山明博            | 守護神ゴードル                                            |

1978年1月21日は第2話、2月11日は第8話、3月4日は第18話のそれぞれ再放送

## 放送局
- テレビ朝日（制作局）：土曜 18:00 - 18:30
- 北海道テレビ：土曜 18:00 - 18:30[15]
- テレビ岩手（1979年に放送）：月曜 - 金曜 18:00 - 18:30[16]
- 秋田放送：水曜 17:00 - 17:30[17]
- 山形テレビ：木曜 18:00 - 18:30[18]
- 東日本放送：土曜 18:00 - 18:30[19]
- 福島中央テレビ：水曜 19:00 - 19:30[20]
- 新潟放送：月曜 17:00 - 17:30[21]
- 山梨放送：金曜 17:00 - 17:30[22]
- 長野放送：水曜 18:00 - 18:30（1978年9月まで）→ 水曜 17:30 - 18:00（1978年10月から）[23]
- 北陸放送：金曜 17:00 - 17:30[24]
- 福井テレビ：土曜 18:00 - 18:30[25]
- 静岡放送：木曜 17:30 - 18:00(1978年4月27日まで放送[26])
- 名古屋テレビ：土曜 18:00 - 18:30
- 朝日放送：土曜 18:00 - 18:30
- 日本海テレビ：金曜 17:35 - 18:00[27]
- 瀬戸内海放送：土曜 18:00 - 18:30
- 広島ホームテレビ：土曜 18:00 - 18:30[28]
- 山口放送：日曜 朝9:00 - 9:30（数か月遅れ）[29]
- 九州朝日放送：土曜 18:00 - 18:30
- テレビ熊本：水曜 18:00 - 18:30[30]
- 宮崎放送：木曜 17:21 - 17:51[31]
- 鹿児島テレビ：水曜 17:50 - 18:20[30]

## 漫画
- 『よいこ』1977年（馬場秀夫）
- 『小学二年生』1977年10月号 - 1978年3月号（坂丘のぼる）
- 『てれびくん』1977年 - 1978年（細井雄二 → 森あおい）
- 『テレビランド』1977年 - 1978年3月号（坂丘のぼる）

## 映画版
雑誌『アニメージュ』（徳間書店）1982年2月号にてTV版の再編集に一部に描き起こしのカットを加えた劇場版が1982年秋以降に東映系で日本全国公開予定との記事が掲載された。同誌の同年4月号にはTVシリーズのメインスタッフによる製作、新キャラクターの登場、プロデューサーとして飯島敬の名前も挙がった。しかし、6月号では公開延期、7月号では映画版の製作進行が停止状態にあることが掲載され、8月号では正式に製作中止が発表された。

## 評価
商業的に見ると本作品は、前作『超電磁ロボ コン・バトラーV』には及ばなかった。ポピーによると「超合金そのものは少しも落ちていません。個数的にも、ボルテスVは一昨年のコンバトラーVとほとんど同じです。では何がダメだったのかと言うと、ポピニカ関係が非常に伸び悩んだわけです」としている。「ポピーのミニカー」で乗り物関係のブランドである"ポピニカ"ブランドとして、本作品ではボルトマシンやビッグファルコンが発売された。ボルトマシンは5機個別に発売され、これを全て揃えることで合体し、ボルテスVが完成するというもの で、トータルを考えれば単価が高く、事実上は超合金より上位に位置する商品だった。本作品のポピニカ玩具の不振の主要因は、同時期にスーパーカーが子供たちの間で大ブームとなり、注目がそちらに流れたことだったとされる。
本作品の売りであるボルテスの合体機能は、商品上だと超合金ではロボット形態のみで装備されておらず、ポピニカにのみ装備されている。そのポピニカが全く不振に終わったことはすなわち、本作品の主要セールスポイントである合体が売れなかったということを意味する。このため次回作『闘将ダイモス』では超合金のラインナップが増やされる一方でポピニカは減らされ、合体も売りにしなくなった。

### フィリピンでの評判
本作品は世界各国で放送されたが、1978年に放送を開始したフィリピンでは特に大人気で、最高視聴率が58%を記録した。当時テレビアニメといえばアメリカ作品しかなかったフィリピンでは、子供たちにとって『ボルテスV』の登場は衝撃的な出来事で、『ボルテスV』の成功を契機に、フィリピンに次々と日本のロボットアニメが輸入されることになった。
フィリピンでは、子供の人気とは裏腹に、大人たちの『ボルテスV』への反発が存在した。当時の放送の担当者には、本作品による子供への悪影響を心配した親や教師から「本作品の内容が暴力的であり、道徳的でない」としたものや「子供がボルテスVに夢中になるばかりにキャラクターグッズを欲しがったり、勉強をしなくなったりする」ことを心配する抗議の声が寄せられた。また、第二次世界大戦後のフィリピンでの反日感情からボルテスVの武器を侍の刀の象徴であるとか、旧日本軍の賛美や戦時中の行いを正当化したもの、軍人精神を称えるものと捉えたり、本作品を皮切りに日本企業が台頭してくることを警戒する声もあり、民間で抗議団体も結成された。
最終話直前の1979年8月、時の大統領フェルディナンド・マルコスが放送禁止を宣言し、国営放送での『ボルテスV』は放送中止された。このフィリピンでの『ボルテスV』を巡る話題は、日本でもマスコミを通じて紹介された。まず『週刊読売』1979年2月4日号では、フィリピンでの『ボルテスV』人気を報じた。続いて、1979年8月29日付の『東京新聞』では、当時のマルコス大統領が暴力的として中止に乗り出したことを伝えた。『週刊アサヒ芸能』1979年10月4日号も放映中止事件を扱っている。いずれも俗悪な暴力番組のため放送中止になったという扱いだった。
国営放送で本作品の残りの回が放映されたのは、エドゥサ革命でマルコス政権が倒れた直後の1986年であった。そのため「ボルテスVを放映させるために革命が起き、マルコス政権が倒れた。」というジョークが語られることがあるが、この放送再開時にはかつてのような熱狂的ブームも抗議活動もなかったという。
一方、フィリピン人スタッフ制作でこの問題をテーマにした番組『NHKスペシャル・ドキュメンタリーアジア発』第1回「フィリピン『日本製アニメに何を見たか』－ボルテスファイブを知っていますか？－」（1991年9月30日放送）では、フィリピン人から見た打ち切り問題の原因が論じられている。政治的判断によりボルテスが打ち切られたとする意見に対し、番組内では、『ボルテスV』を配給していた企業が「政界のその筋にパイプを持っていなかったため、我が社だけが不公平な扱いを受けた。ビジネスにはよくある話である」と説明している。また、上述のように第二次世界大戦後のリアルな反日感情を持ち『ボルテスV』に反対していた大人の世代と、強い反日感情を持たず「ボルテスVが面白かったので見ていただけで、ボルテスVでさえあればどこの国の製品でも構わなかった」と考える子供の世代とのジェネレーションギャップなどといった、様々な観点が紹介されている。
さらに時代が下り、1999年から『ボルテスV』の再放送が始まると、リバイバルブームになった。最高視聴率が40%を超え、日本語の主題歌「ボルテスVの歌」も大ヒットした。朝の時間帯に放送していたため、子供が学校になかなか行こうとしなかったという話もある。主題歌を歌った堀江美都子がフィリピンでライブを行った際は、国賓並みの待遇を受けたという。当時の『東京新聞』では、現地に駐在の記者が、主題歌の日本語歌詞を入手した現地の人に「英語に訳してくれ」といわれ、「Even if...」と訳していったというエピソードを掲載している。
2006年、安倍晋三総理夫妻がフィリピンを訪問した際、昭恵夫人が訪問した施設において、現地の若者たちは本作品のエンディングテーマを歌って迎えた。
2017年12月10日、『超電磁マシーン ボルテスV』の放送40周年を記念し、フィリピン・マニラにてキャラクターマラソン&ファンイベントを開催。5 kmのキャラクターランと堀江美都子による「ボルテスVの歌」ステージショーを実施した。
2020年1月、実写によるリメイク版『Voltes V: Legacy』の制作が発表された。当初は2022年放送予定のテレビシリーズとされ、主役のボルテスチーム5人の役名は、剛健一がスティーブ・アームストロング、峰一平がマーク・ゴードン、剛大次郎がロバート・ビッグ・バート・アームストロング、剛日吉がリトル・ジョン・アームストロング、岡めぐみがジェイミー・ロビンソンと発表された。2023年1月にGMAネットワークが製作するテレビシリーズとして年内に放送されることが発表され、同時にトレイラー映像も公開された。5月8日にテレビ放送（全90話）が開始されるのに先立ちその一部が映画化され、4月19日に公開された。